# Teriańska Zatoka

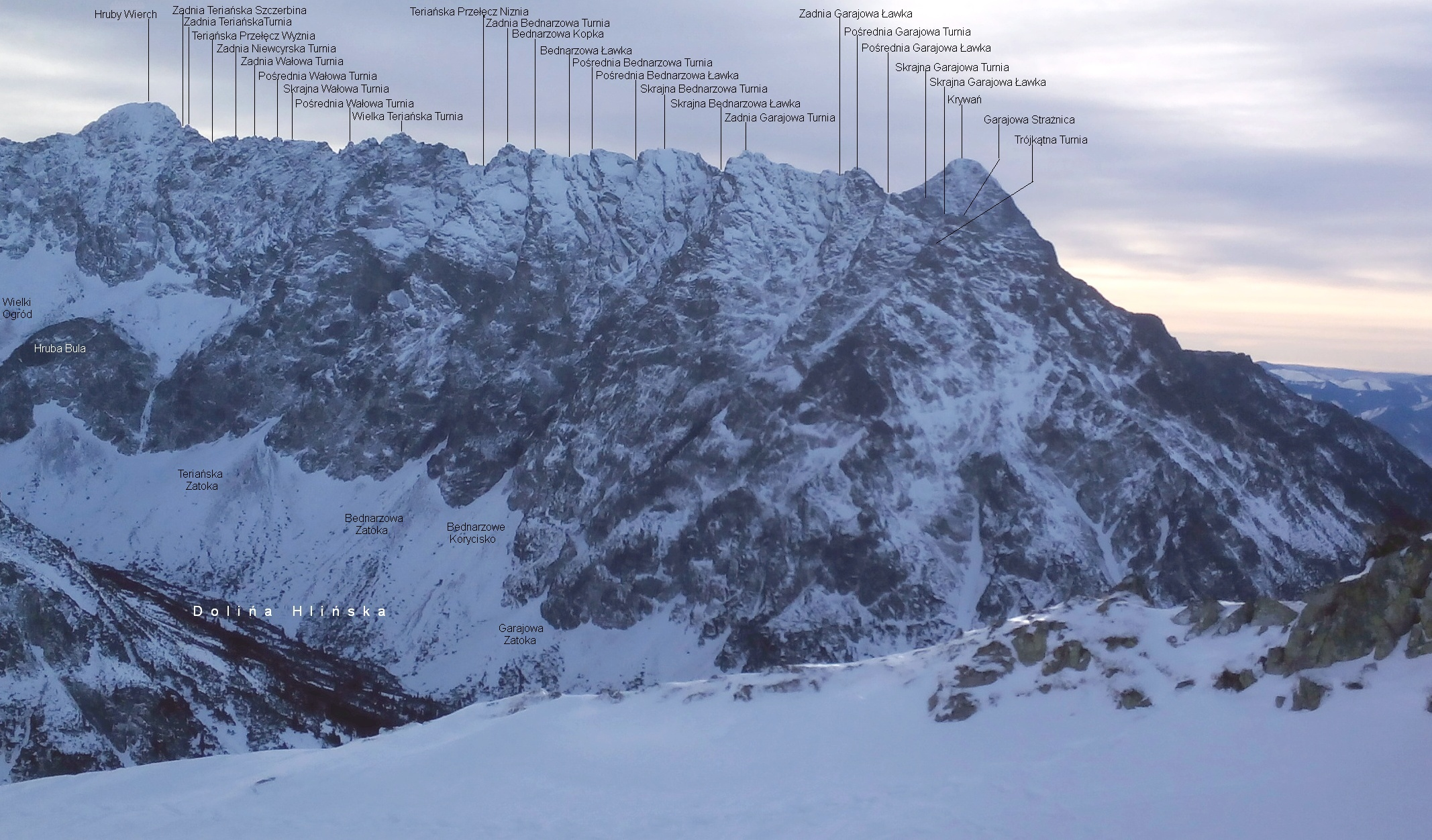
Widok z Gładkiego Wierchu. Opisana Teriańska Zatoka po lewej stronie

Teriańska Zatoka – zatoka wcinająca się w północno-wschodnie podnóża Grani Hrubego w słowackich Tatrach Wysokich. Znajduje się w wylocie wielkiego żlebu opadającego z Teriańskiej Przełęczy Niżniej do dna Doliny Hlińskiej. Żleb ten i otaczające go skały są bardzo kruche, wskutek czego u wylotu żlebu znajduje się największy w całej Grani Hrubego stożek piargowy.
Nazwę tej formacji skalnej nadał Władysław Cywiński w 14 tomie przewodnika wspinaczkowego Tatry. Grań Hrubego. Prowadzi z niej droga wspinaczkowa na Teriańską Przełęcz Niżnią (V w skali tatrzańskiej, deniwelacja około 450 m, czas przejścia 6 godz., bardzo duża kruszyzna).
U północno-wschodnich podnóży Grani Hrubego jest w Dolinie Hlińskiej kilka wypełnionych piargami zatok i stożków piargowych. Największe z nich to: Teriańska, Bednarzowa i Garajowa Zatoka oraz Bednarzowe Korycisko i stożek piargowy u podnóży Hrubej Buli. Wszystkie one mają znaczenie orientacyjne; pomagają taternikom w rozpoznaniu miejsca startowego do dróg wspinaczkowych, zwłaszcza w sytuacji, gdy wierzchołki turni ukryte są w chmurach.